# Gisela Oeri
Pour l’article homonyme, voir Oeri.
Gisela « Gigi » Oeri est connue pour avoir été la présidente et la mécène du FC Bâle. Sous sa présidence et en partie grâce à son mécennat le club a connu de grands succès. Gigi Oeri est créditée en outre comme coproductrice au générique du film de Tom Tykwer, Le Parfum, histoire d'un meurtrier, sorti en 2006, et tiré du roman de Patrick Suskind.

## Biographie
Gisela Oeri est née le 8 novembre 1955 à Schopfheim, dans le Bade-Wurtemberg, en Allemagne. Elle a épousé Andreas Oeri, l'un des héritiers de F. Hoffmann-La Roche SA. Le couple fait partie des personnes les plus riches de Suisse. Il est très difficile d'estimer la fortune du couple, les estimations des médias sont souvent très floues à ce propos, car ils indiquent souvent la fortune des « familles Hoffmann-Oeri », évaluée à 13 et 14 milliards de francs suisses, de telle sorte qu'il est difficile d'estimer la fortune des divers membres de la famille. Cette estimation repose souvent sur la fortune du pool d'actionnaires de la famille dans l'entreprise F. Hoffmann-La Roche SA. Ce pacte d'actionnaires réunit les descendants du fondateur de l'entreprise, Fritz Hoffmann-La Roche, depuis 1948. Depuis 2011, le pool comprend aussi une fondation d'utilité publique, créée par des descendants, dont Gisela et Andras Oeri. Le pool contrôle 45,03 % des droits de vote de la société F. Hoffmann-La Roche SA, mais cela correspond à une part moins importante du capital. Le pacte d'actionnaire réunit Vera Michalski-Hoffmann, Maja Hoffmann, André Hoffmann, Andreas Oeri, Sabine Duschmalé-Oeri, Catherine Oeri, Jörg Duschmalé, Lukas Duschmalé ainsi désormais que la fondation d'utilité publique Wolf.
Elle et son mari n'ont pas d'enfants, ils prévoient de léguer une partie de leur fortune à une fondation d'utilité publique. Elle a étudié la physiothérapie, mais n'exerce plus ce métier.

## Présidente du FC Bâle
Gisela Oeri a été présidente du FC Bâle de 2006 à fin décembre 2011, elle est entrée au comité du club en 1999. Au moment où elle a quitté la présidence du club, en décembre 2011, elle possédait 90 % des actions, qu'elle a cédé à son successeur, Bernhard Heusler, un avocat d'affaires, vice-président depuis 2006. Depuis que Gisela Oeri a été le mécène du club, soit depuis 1999, celui-ci a connu sa période la plus faste en matière de résultats, "six titres de champion national (2002, 2004, 2005, 2008, 2010 et 2011) et cinq victoires en Coupe de Suisse (2002, 2003, 2007, 2008, 2010)".
Avant d'avoir été présidente, elle fut vice-présidente du club et "cheffe des transferts" . En 2003, dans Le Temps, Christian Despont, écrivait : "Sans Gigi Oeri, (...), le budget du FC Bâle serait réduit de moitié".

## Maison de la Poupée (Puppenhausmuseum)
Gisela Oeri est la fondatrice du Musée de la poupée à Bâle. Ce projet est le fruit d'une passion, durant près de 20 ans, elle a collectionné les poupées avant d'ouvrir un musée en 1998. Selon Le Temps, le musée contient "quelque 2000 ours en peluche de toutes tailles (..) installés derrière les vitrines, la majorité du musée est en effet consacrée à des maisons et surtout à des magasins de poupées".